# Heliotropium antiatlanticum
Heliotropium antiatlanticum är en strävbladig växtart som beskrevs av Emberger och René Charles Maire. Heliotropium antiatlanticum ingår i Heliotropsläktet som ingår i familjen strävbladiga växter. Inga underarter finns listade i Catalogue of Life.